# Überlingen (Schiff, 2010)
Die Überlingen ist ein Passagierschiff der Bodensee-Schiffsbetriebe GmbH (BSB) auf dem Bodensee. Es ist das zweite neue Schiff der Reederei innerhalb von vier Jahren. Die Schiffstaufe fand am 19. Juni 2010 statt, davor trug sie den Baunamen MS 2010 bzw. MS Neubau. Die Jungfernfahrt erfolgte am 19. und 20. Juni 2010. Am 3. Juli 2010 wurde die Überlingen in Betrieb gestellt und nahm den Linienverkehr auf dem Überlinger See auf.

## Baugeschichte
Nachdem sich die BSB durch die Novellierung der Rheinschiffs-Untersuchungsordnung (RheinSchuO) ab 2004 wegen der strengen Sicherheitsauflagen zur Modernisierung ihrer Flotte binnen 30 Jahren gezwungen sahen, wurde im Juli 2005 als erstes Neubauschiff die kleine Lindau in Dienst gestellt, benannt nach ihrem Heimathafen. Da zur Flottenmodernisierung etwa alle vier Jahre ein Schiff auf Kiel gelegt werden muss, sah der Plan der BSB schon vor fünf Jahren vor, dass 2010 wieder ein großes Fahrgastschiff in Betrieb geht, das wie die damals ausgemusterte Überlingen im Überlinger See im Kursdienst eingesetzt werden soll.
Die definitive Entscheidung fiel Mitte 2008, nach europaweiter Ausschreibung des Auftrags erhielt die Österreichische Schiffswerften AG (ÖSWAG) in Linz im November 2008 den Zuschlag. Im Juni 2009 wurde die Überlingen als MS 2010 dort auf Kiel gelegt und bis zum Hauptdeck zusammengebaut. In zehn einzelne Segmente zerlegt wurde sie im Herbst 2009 als Schwertransport in die Werft nach Fußach am österreichischen Bodenseeufer gebracht und der Schiffsrumpf dort zusammengeschweißt. Anfang Januar 2010 war der Neubau im Schleppverband durch das Arbeitsschiff Friedrichshafen und das Motorschiff Graf Zeppelin in die BSB-Werft nach Friedrichshafen gekommen.
Mit dem Neubau investierten die BSB acht Millionen Euro in ihre Schiffsflotte.

## Design und Konstruktion
Die Konstruktion ist ein Dreideckschiff in Stahlbauweise. Das 400-Tonnen-Schiff ist von den Maßen her eines der größten Passagierschiffe der Weißen Flotte mit einer Länge von gut 58,2 Meter und einer Breite von 12,2 Metern. Es bietet maximal 1000 Passagieren Platz, 250 Sitzplätze innen und 515 Sitzplätze außen, der Rest sind Stehplätze. Im Charterverkehr werden 700 Plätze angeboten. Es ist so gebaut, dass auch Menschen mit Behinderung mit dem Aufzug bis zum Oberdeck gelangen können. Das Schiff hat 50 Fahrradstellplätze, ist vollklimatisiert und vollbeheizbar. Es ist mit modernster, kraftstoffsparender Motoren- und Propellertechnik ausgestattet. Die beiden Dieselmotoren leisten zusammen 773 kW (1050 PS). Die Höchstgeschwindigkeit beträgt 26,6 km/h. Im täglichen Kursverkehr soll es das Motorschiff Baden ersetzen. Der 1935 in Dienst gestellte  Oldtimer übernimmt von seinem neuen Heimathafen Lindau aus Rundfahrten und den Kursverkehr nach Rorschach.

## Schiffsname
Den offiziellen Schiffsnamen gab die BSB nach altem Seemannsbrauch erst bei der Schiffstaufe am 19. Juni 2010 vor der Freitreppe am Landungsplatz Überlingen bekannt. Zuvor gab es im Dezember 2005 bei der Außerdienststellung des im Jahre 1935 gebauten Schiffes Überlingen vehemente Forderungen von Überlinger Bürgern, das „nächste neue Schiff wieder Überlingen zu taufen“. Diese Forderung wurde zudem mit einer Leseraktion des Südkurier unterstrichen, als zur letzten Fahrt der damaligen Überlingen dem Geschäftsführer der Bodensee-Schiffsbetriebe, Jörg Handreke, an die 400 Zuschriften mit dieser Forderung übergeben wurden. Politiker machten sich stark und die Namensfrage spielte sogar im Überlinger Oberbürgermeisterwahlkampf zwei Jahre zuvor eine Rolle: Ein Kandidat setzte sich für eine neue Überlingen ein und hoffte, so punkten zu können; er schaffte es dennoch nicht. Aber die dann gewählte Oberbürgermeisterin Sabine Becker hielt es aus Sicht der Tourismusstadt für wichtig, sich nach Amtsantritt entsprechend einzusetzen. Sie war am 19. Juni 2010 Taufpatin.